# جايسون جونز (لاعب كرة قدم كندية، مواليد 1983)
جايسون جونز (بالإنجليزية: Jason Jones)‏ هو لاعب كرة قدم أمريكية ولاعب كرة قدم كندية أمريكي، ولد في 30 أغسطس 1983 في فورست سيتي في الولايات المتحدة.